# Мар-Велл
Мар-Велл (англ. Mar-Vell), также известен как Капитан Марвел (англ. Captain Marvel) — супергерой, инопланетянин, появляющийся в комиксах издательства Marvel Comics.

## История публикаций
Персонаж дебютировал в Marvel Super-Heroes #12 (декабрь 1967), написанном Стэном Ли и иллюстрированном Джином Коланом. Вскоре после этого он получил свою собственную серию, начиная с Captain Marvel # 1 (май 1968).

## Биография
Мар-Велл был представителем белокожего меньшинства в империи синекожих Крии, но, несмотря на дискриминации и предрассудки, он стал известным воином в борьбе с врагами Крии, в частности, со Скруллами.
Полк Мар-Велла под командованием Йон-Рогга, получил миссию по наблюдению за планетой Земля, в частности, за прогрессом человечества в области космических путешествий. Йон-Рогг, завидуя любви между Мар-Веллом и корабельным медиком Уной, приказал Мар-Веллу в одиночку проникнуть на мыс Канаверал в штате Флорида. Затем он тайно пытался стрелять в корабль Мар-Велла, но убил человека — доктора Уолтера Лоусона. Мар-Велл воспользовался сходством с Лоусоном и стал изображать из себя доктора, создав себе тайную личность, но Йон-Рогг снова тайно пытался убить Мар-Велла путём активации робота-часового Крии. В мундире Крии Мар-Велл публично победил робота, и люди, видевшие битву, приветствовали его как «Капитана Марвела».
Мар-Велл продолжал наблюдать за человечеством, и его сочувствие к Земле и её жителям всё увеличивалось. Его первые приключения, как правило, были вызваны попытками Йон-Рогга убить, дискредитировать, или иным образом уничтожить его. В то время Йон-Рогг манипулировал Ронаном Обвинителем, чтобы тот боролся с Мар-Веллом как с предателем. Мар-Велл также оказался в романтическом треугольнике между Уной и своей коллегой на авиабазе Кэрол Денверс. Когда Уна услышала, что Йон-Рогг хочет убить Мар-Велла, она пыталась предупредить его, но была захвачена агентами Йон-Рогга. Хотя убийство Мар-Велла провалилось с приходом пришельца Аакона, Уна была ранена в бою и умерла на руках у Мар-Велла, когда он пытался её спасти.
До того, как Мар-Велл вернулся чтобы противостоять Йон-Роггу, он столкнулся с сильным существом, называемым Зо, которое предоставило ему увеличенные способности. В то же самое время он столкнулся с командующим Зареком, который надеялся настроить Мар-Велла на предательство. Именно Зарек вместе с Ронаном создал иллюзию Зо, с помощью которого они управляли капитаном Марвелом, чтобы он разрушил свою родную планету Крии-Лар. Марвел временно стал беглецом, пока Зарек и Ронан не были раскрыты Высшим Разумом Кри. Высший Разум тогда показал капитану Марвелу, что знала о Зареке и предательстве Ронана, и организовала события так, чтобы Мар-Велл был вовлечён в их заговор, поскольку Разведка надеялась использовать Мар-Велла для ещё больших вещей. Капитан Марвел прошёл испытания, после чего он надел новый костюм, и ему позволили сохранить некоторые новооткрытые способности.
Однако, как только Капитан Марвел уехал, чтобы возвратиться на Землю, он вместо этого обнаружил, что находится в реальности, известной как Негативная Зона. Высший Разум тогда мысленно завлёк молодого землянина Рика Джонса в заброшенную базу Крии на Земле, чтобы предложить ему носить «Нега-браслеты». Ударяя браслетами друг о друга, Рик Джонс и Капитан Марвел телепатически связались друг с другом и поменялись местами. Рик Джонс попал в Негативную зону, а Мар-Велл на Землю. Оказавшись на Земле, Капитан Марвел явился к Йон-Роггу, который держал Кэрол Денверс в заложниках. Капитан Марвел спас Кэрол, а их противник был убит во время взрыва Психо-Магнетронной бомбы, который преобразовал Кэрол в Мисс Марвел.
Однажды Мар-Веллу пришла идея использовать портал в Негативную Зону, созданный Мистером Фантастикой, чтобы освободить Рика и разрешить одновременное существование в Земном измерении себя и его. Позднее Рик и Мар-Велл были вместе с Мстителями вовлечены в межгалактическую войну между Крии и Скруллами, где Рик столкнулся с Высшим Разумом. Высший Разум выпустил скрытый псионический потенциал в уме Джонса, чтобы помочь остановить войну. Однако это поставило Рика в состояние, близкое к смерти, и Капитан Марвел пожертвовал частью своей жизненной силы, чтобы спасти Джонса.
После многих месяцев тело Рика Джонса больше не могло содержать как его собственную жизненную силу, так и ту, что дал ему Мар-Велл, и он упал в обморок. Его подруга Лу Энн Савэнна взяла его к своему дяде, который использовал специальную фотонную энергию, чтобы восстановить его. Джонс и Капитан Марвел могли продолжать меняться местами с помощью Нега-браслетов. Также Капитан Марвел узнал, что может поглощать солнечную энергию и перенаправлять ей в виде энергетических взрывов или преобразовывать в сверхчеловеческую силу.
Когда Капитан Марвел сражался с титаном Таносом, с ним связался Эон, хранитель вселенной, который назначил Капитана Марвела следующим «Защитником Вселенной». Он также наделил его специальным «космическим пониманием». С новым названием и целью, он стал основной силой против Таноса. Фактически, именно его новое космическое понимание позволило ему и Мстителям победить безумного Титана, так как оно дало ему понимание использования Таносом Космического Куба. Танос стал убеждённым, что он истощил Куб и отказался от него, позволяя Капитану Марвелу захватить Куб и вернуть реальность прежде, чем Танос взял под контроль вселенную.
Когда командующий Зарек возвратился, он возглавил Сумасшедший Легион, который преобразовал непритязательного инженера в злодея по имени Нитро. Нитро послали, чтобы украсть канистры газа нервно-паралитического действия, но Капитан Марвел стал противостоять ему. Хотя Нитро был побеждён, и Капитан Марвел, казалось, вновь запечатал канистры прежде, чем общественность подверглась опасности, он сам был подвергнут воздействию газа, который позже окажется пагубным.
В конфликте с Капитаном Марвелом Зарек и Сумасшедший Легион почти преуспели в том, чтобы победить его, если бы не увеличенные силы Марвела, слитого с Риком Джонсом. Капитан Марвел возвратился к Крии, чтобы сообщить Высшему Разуму о заговоре, но Высший Разум показал свои истинные побуждения, он знал о плане Зарека и, фактически был тайной движущей силой позади почти всей истории Капитана Марвела. Высший Разум давно знал о том, что Крии достигли эволюционного тупика и его единственной надеждой было объединение генетики других совместимых рас с собственным, чтобы оживить застойное развитие Крии. Он выбрал Мар-Велла из-за его уникальной генетики и Рика Джонса из-за скрытого экстрасенсорного потенциала, которым тот обладал. Далее была создана связь между ними посредством Нега-браслетов Крии. Высший Разум знал, что не мог добавить мозг Джонса к его коллективному организму непосредственно, пока тот не вошёл в контакт с мозгом представителя Крии, такого как Мар-Велл. Используя уникальный выведенный Крии цветок, названный Цветком Тысячелетия, Высший Разум продолжал пытаться поглотить мозги Джонса и Мар-Велла, используя их тела в качестве сосудов для его собственного сознания. Однако, герои сопротивлялись и сумели сбежать, и Капитан Марвел навсегда покинул империю Крии.
До того, как вернуться на Землю, Марвел независимо блуждал какое-то время. На Земле он стал работать в обсерватории, и снова объединился с Мстителями против Таноса. Деяния Таноса настроили его расу Вечных против мирового компьютера ISAAC, и капитан Марвел помог Вечным восстановить порядок. В это время он влюбился в представительницу Вечных Элизиус, и они начали отношения, которые охватили Титан, Землю и много общих приключений.
В конечном счёте действия нервно-паралитического газа на Капитана Марвела оказалось фатальным, и рак стал злокачественным. Мар-Велл провёл свои последние дни на Титане, спутнике Сатурна, окружённый Элизиус и его друзьями Ментором и Звёздным Лисом. Многие его союзники навестили его на смертном ложе, включая Существо, Человека-паука, Дракса Разрушителя и посла империи Скруллов, который наградил Мар-Велла медалью Скруллов и заявил, что Капитан Марвел был, как полагалось, самым великим врагом, которого когда-либо знала Империя Скруллов. Ему предоставили посмертное почётное членство в Мстителях, так же на Титане ему был установлен памятник.
Его героическое наследие продолжил сначала его сын Генис-Велл, задуманный Элизиус, которая пропитала себя клонированной ДНК Мар-Велла, а позднее — дочь Файла-Велл. Моника Рамбо использовала псевдоним Капитана Марвела, а член Молодых Мстителей Халклинг оказался сыном Капитана Марвела и принцессы Аннеллы из Империи Скруллов. Позже имя Капитана Марвела использовала Кэрол Денверс.

## Силы и способности
Мар-Велл обладает способностью усваивать солнечную энергию и преобразовывать её для различных целей, в том числе для получения сверхчеловеческой силы, проекции фотонных взрывов энергии и для полёта. Эти силы будут уменьшаться, когда он будет лишён света звёзд. Мар-Велл обладал Космическим знанием, что увеличивает его интеллект, предоставляя ему ограниченные полномочия в области предсказания и возможность выяснить слабости противника. Какое-то время он также обладал способностью телепортироваться и создавать иллюзии.
Мар-Велл обладает обширными знаниями в технологически передовых транспортных средств и устройствах империи Крии. Он хорошо подготовлен как тактик и обучен армейскому рукопашному бою Крии.

### Нега-браслеты
Нега-браслеты, носимые Мар-Веллом на запястьях, позволяют ему сосредоточить свои фотонные взрывы, а также помогают ему хранить звёздную энергию. Некоторое время, когда браслеты ударялись друг о друга, они позволяли Капитану Марвел поменяться местами с Риком Джонсом, находящимся в Отрицательной зоне, и наоборот.

## Альтернативные версии

### Ultimate
Во вселенной Ultimate Marvel версия Мар-Велла помогает героям Земли в борьбе с угрозой по имени Галактус.

### Вселенная Икс
В ограниченной серии Earth X Мар-Велл перерождается как ребёнок синтетических существ Его (Адама Варлока) и Её (Кисмет).

### Лорд Мар-Велл
В The Thanos Imperative главным антагонистом является Лорд Мар-Велл, злое существо из Cancerverse, чудовищного мира, в котором ничто не может умереть.

## Вне комиксов

### Фильм
Женская версия Мар-Велла появилась в фильме «Капитан Марвел», где её сыграла Аннет Бенинг. Мар-Велл жила на Земле под видом доктора Венди Лоусон и работала в проекте «Пегас». Получив в своё распоряжение Тессеракт (артефакт, содержащий в себе один из камней бесконечности, а именно — Камень пространства), она занялась конструированием технологии, которая позволила бы найти Скруллам новый дом. Во время полёта с Кэрол Денверс на них напал космический корабль Крии и подбил. В результате Мар-Велл была убита Йон-Роггом, а Кэрол взорвала двигатель самолёта, который был создан по технологии Мар-Велл, в результате взрыва Кэрол получила свои сверхсилы, но при этом потеряла память. Так же Высший разум является Кэрол Денверс в облике Мар-Велл.

### Мультсериалы
- Мар-Велл появлялся в мультсериале «The Super Hero Squad Show», где его озвучил Тай Буррелл[5].
- Мар-Велл появился в серии 15 серии 1 сезона «459» мультсериала «Мстители: Могучие герои Земли». Он был посланцем империи Крии на Земле, но помог Мстителям остановить Часового Крии и, используя свою силу, исцелил тяжело ранненную Кэрол Денверс. Улетел на родину с целью убедить свой народ оставить Землю. Озвучил его Роджер Крейг Смит[6]. Во втором сезоне прилетел на Землю вместе с другими посланцами Крии. Они были побеждены Мстителями и присоединившейся к ним Мисс Марвел, и все, в том числе и Мар-Велл, были заключены в тюрьму, находящейся в Негативной зоне. Капитан Марвел был одним из заключённых, помогавшим Мстителям в обороне тюрьмы во время атаки Аннигилуса. Позже он был освобождён и помог Мстителям в борьбе против своей расы Крии.

### Видеоигры
- Мар-Велл является игровым персонажем в версии игры Marvel: Ultimate Alliance для PSP Exclusive[7].
- Мар-Велл появляется в игре Marvel Super Hero Squad Online.